# Vuyo Mere
Vuyo Mere (Bloemfontein, 5 marzo 1984) è un ex calciatore sudafricano, di ruolo difensore.

## Carriera

### Club
Ha sempre giocato nel campionato sudafricano.

### Nazionale
Con la Nazionale sudafricana ha preso parte alla Coppa d'Africa nel 2006.